# Патерн
Патерн (англ. pattern — «зразок, шаблон; форма, модель; схема, діаграма») — схема-образ, що діє як посередник уявлення, або чуттєве поняття, завдяки якому в режимі одночасності сприйняття і мислення виявляються закономірності, як вони існують у природі й суспільстві.
Патерн розуміється в цьому плані як повторюваний шаблон або зразок. Елементи патерну повторюються передбачувано. Так, із графічних патернів складаються гарні візерунки.
Кожен з органів сприйняття почуттів сприймає патерни відповідно до своїх особливостей.
У науці, в тому числі в математиці й мовознавстві, патерни виявляються шляхом дослідження.
Пряме спостереження може виявляти візуальні патерни, як вони формуються в природі та в мистецтві.
Візуальні патерни в природі часто хаотичні. Вони не копіюють один одного й часто є фрактальними.

## Патерни в архітектурі

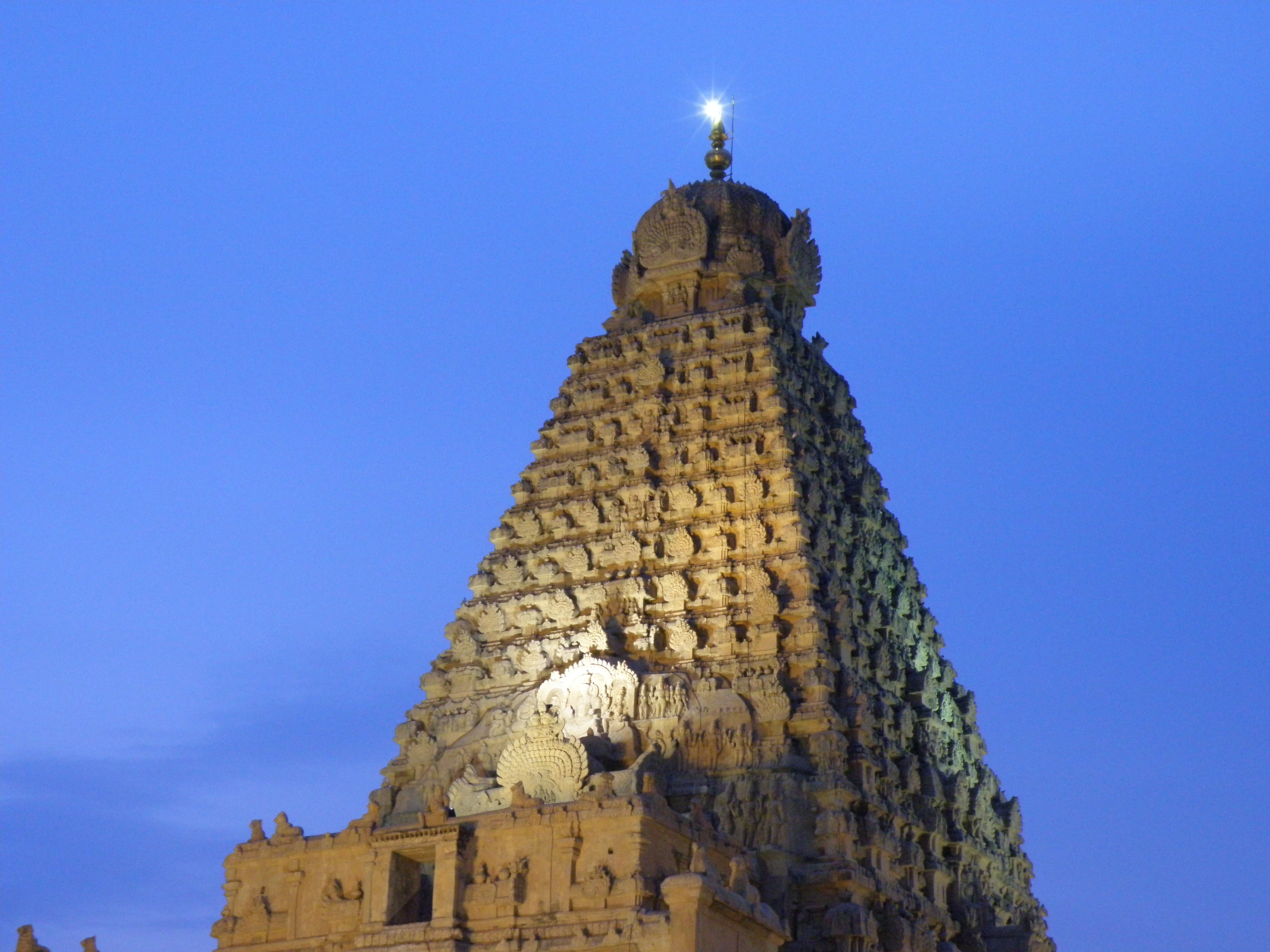
Індуїстський храм Брахідеешварар
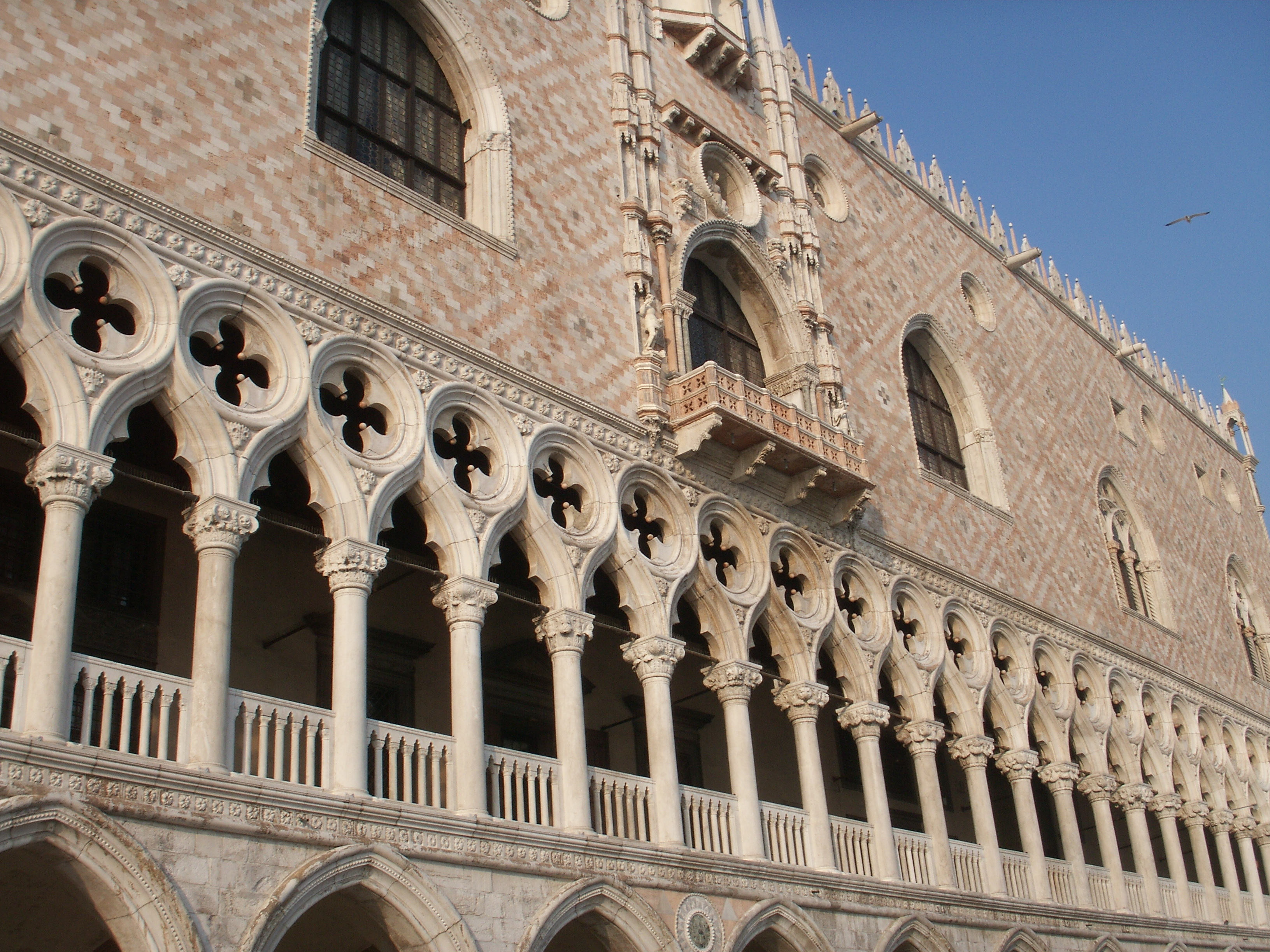
Палац дожів
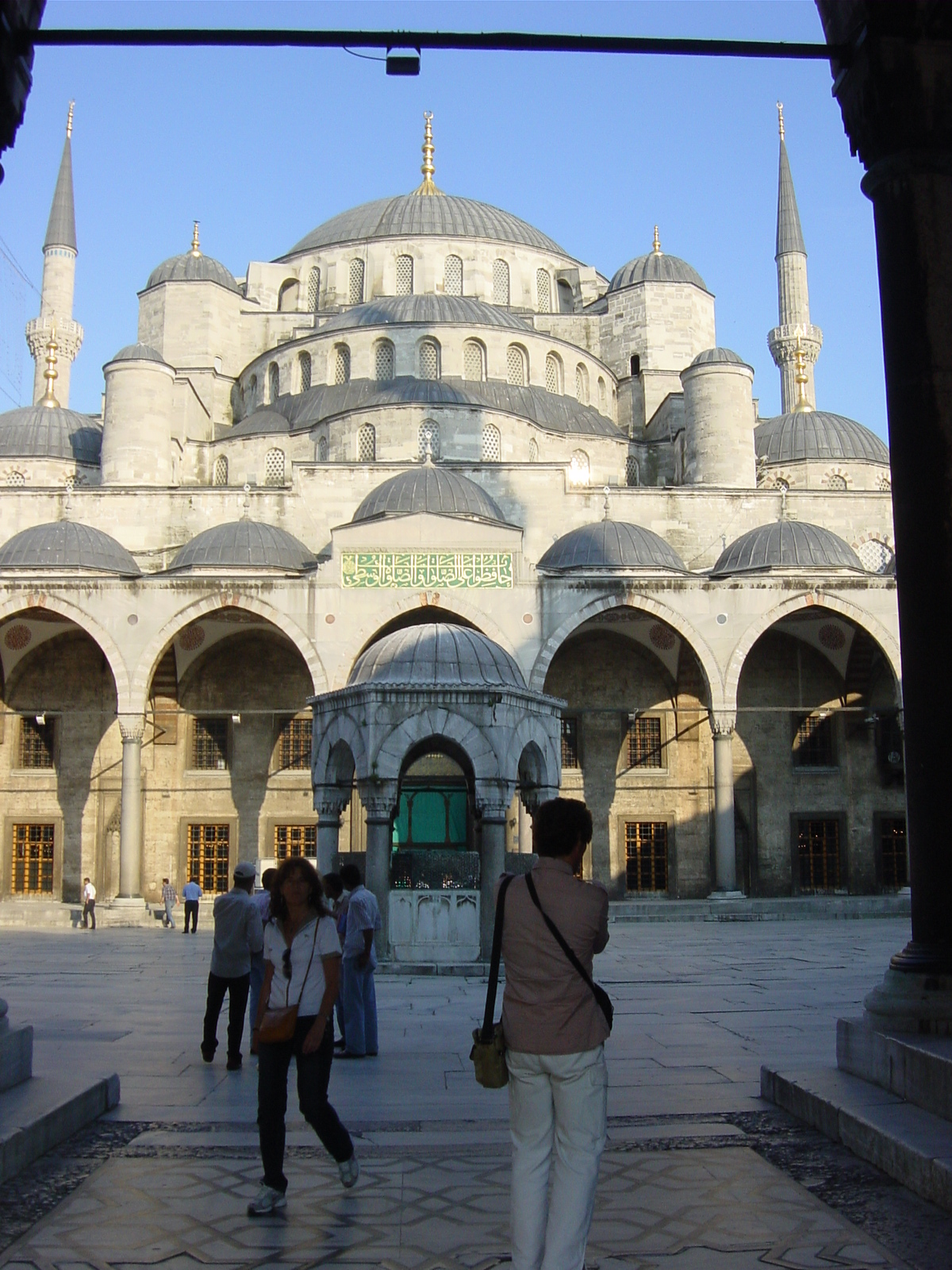
Блакитна мечеть в Стамбулі
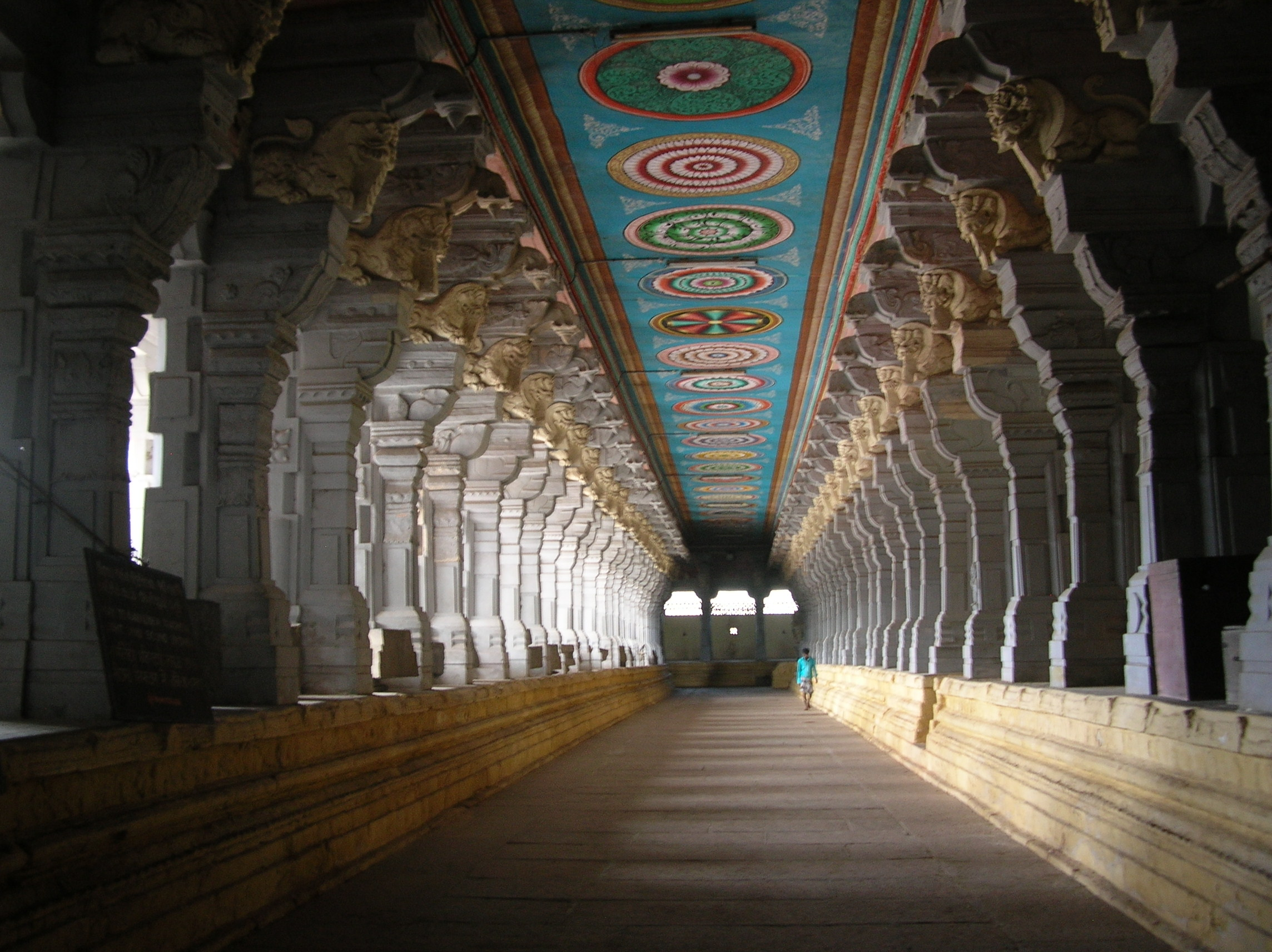
Храм Рамешварам

## Патерни в дизайні
Патерни (повторювані елементи) широко використовують для прикраси середовища проживання людини — від ліпнини, тротуарної плитки, шпалер, паркету й кахлю до орнаментів в одязі, розмальовки тканин і використання візерунків в оформленні всілякої друкованої продукції.

Патерни часто вживаються в мусульманському світі. Мистецтвознавці поділяють ісламські візерунки на стилізовані рослинні, які називаються Арабеска, і геометричні, звані Мореско.

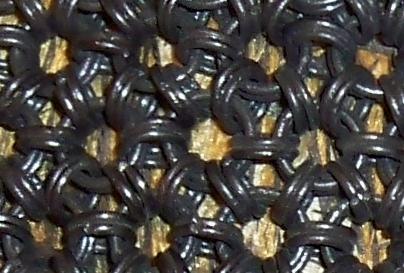
Японська кольчуга
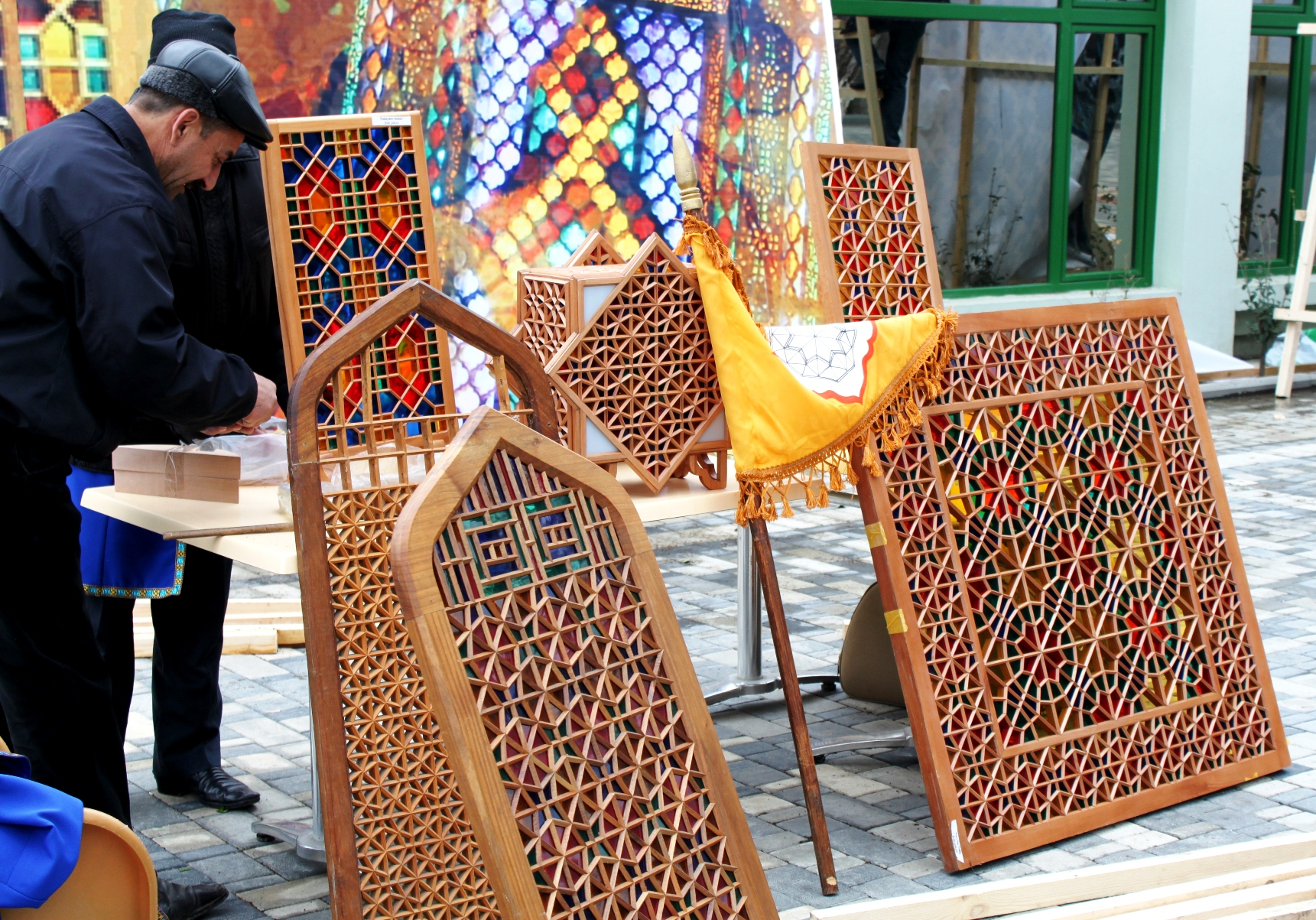
Шебеке
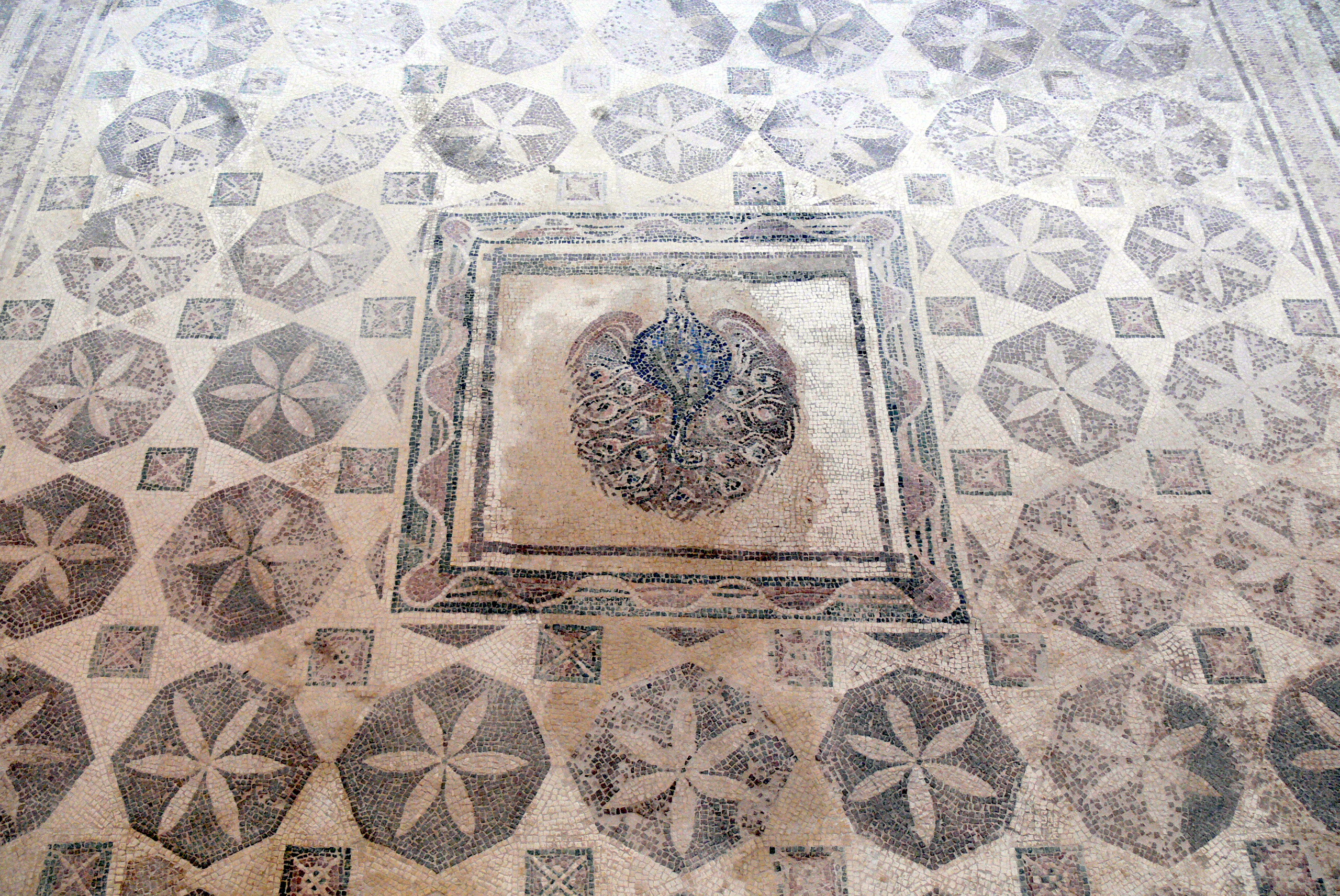
Стародавня мозаїка в Пафосі на Кіпрі.
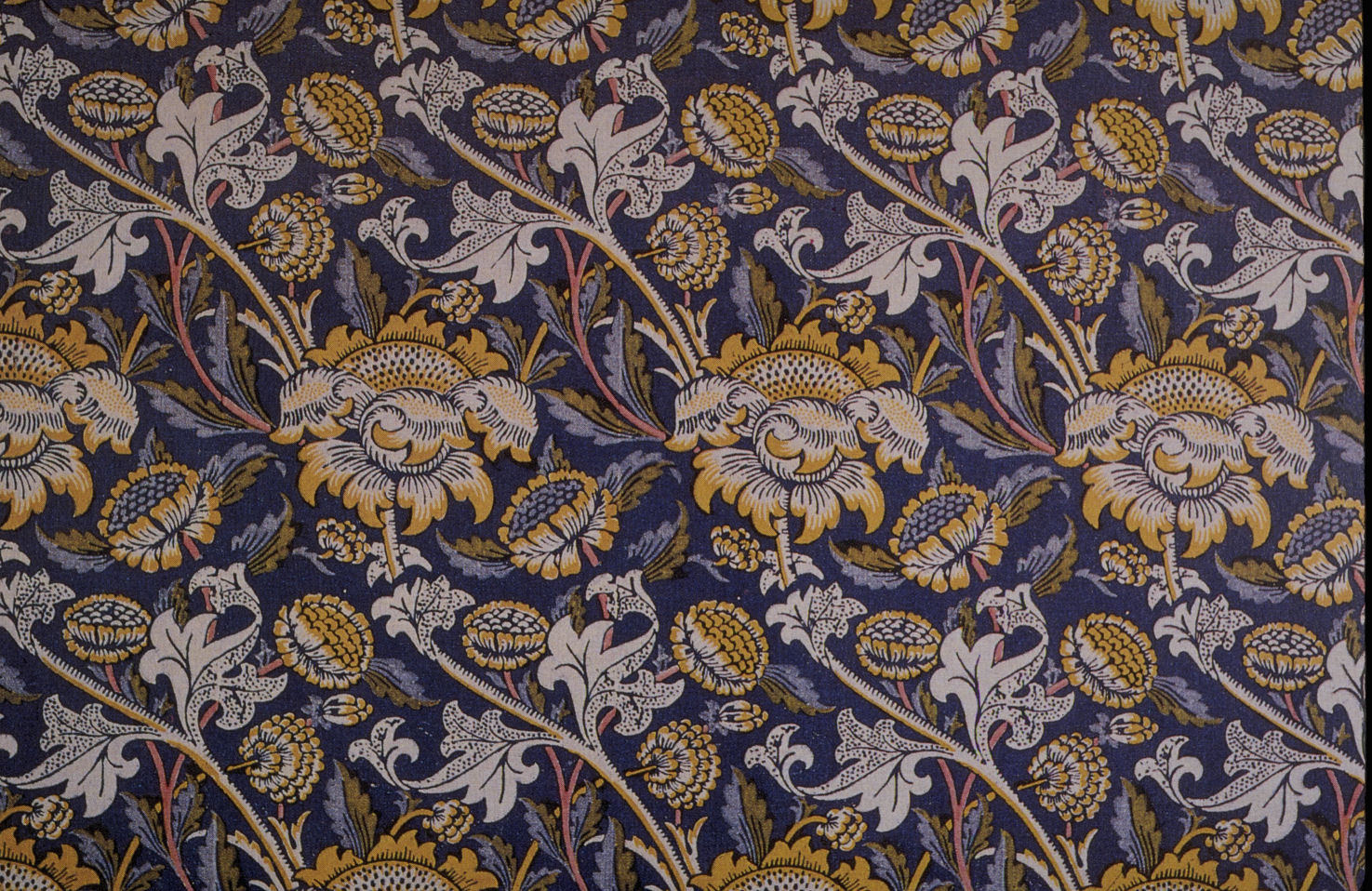
Різноколірний візерунок на тканині
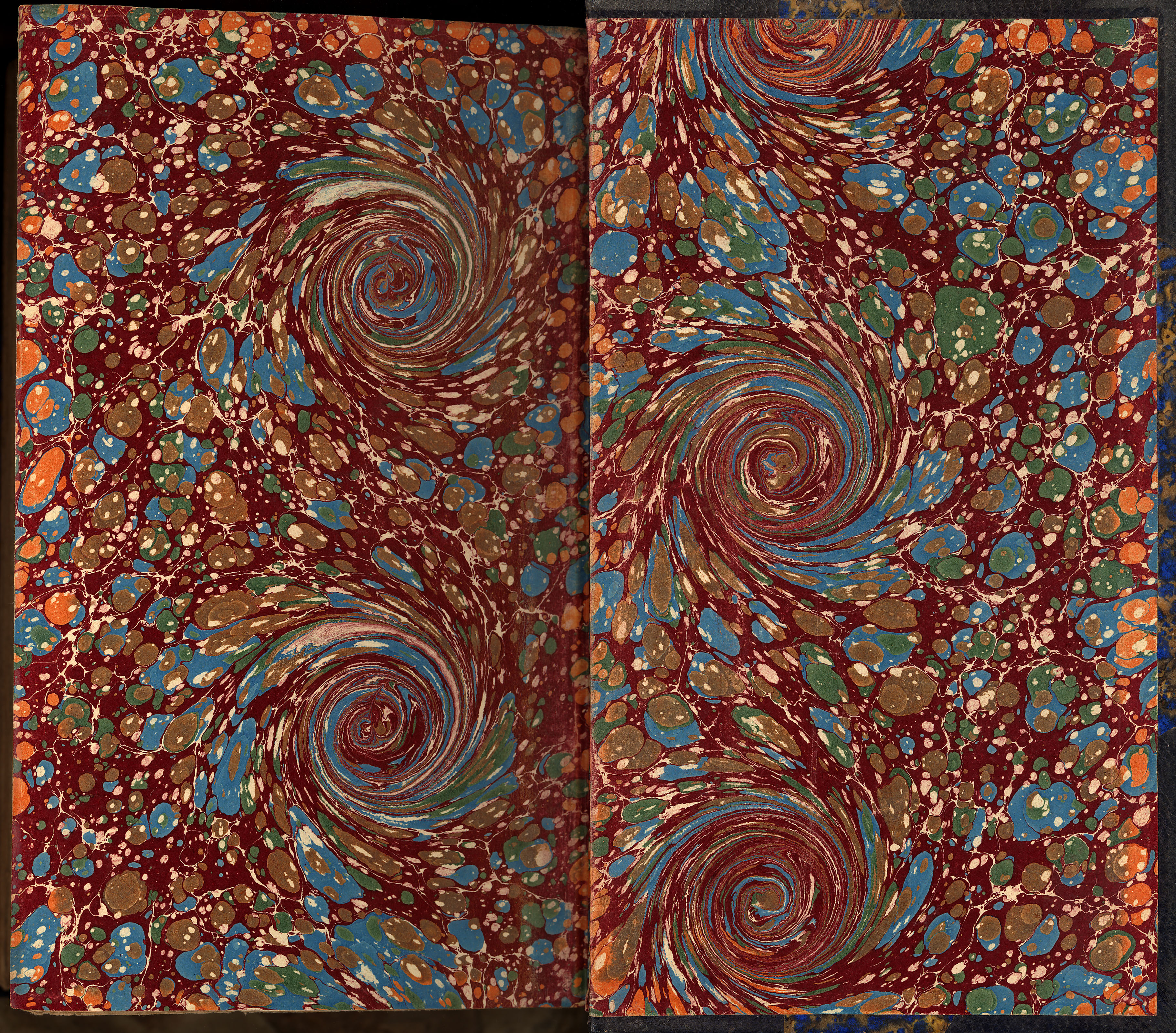
Патерни на папері

## Патерн у медицині
Під патерном у медицині розуміють стійку комбінацію результатів досліджень або інших ознак (наприклад, симптомів) при подібних скаргах пацієнта або у хворих однієї нозології. Поняття «патерн» включає кілька ознак (симптомів). Синдром включає один або кілька патернів. Хвороба включає один або кілька синдромів.
У медицині термін «патерн» уживають при аналізі, наприклад, кардіограм, енцефалограм і результатів інших досліджень, розуміючи під ним однакову послідовність коливань біопотенціалів, повторювану в одному або декількох відведеннях при однакових станах і умовах
Термін патерн використовують для позначення послідовності нервових імпульсів, що має певне інформаційне значення, наприклад, «патерни болю при біомеханічних порушеннях суглобів краніовертебрального переходу та шийного відділу хребта» або «патерни рухових і чуттєвих розладів при патології нервових структур у дистальних відділах верхньої кінцівки».